# Tony Carr
Anthony Gregory Carr, né le 11 octobre 1997 à Philadelphie en Pennsylvanie, est un joueur américain de basket-ball évoluant au poste de meneur.

## Biographie
Il est choisi par les Pelicans de La Nouvelle-Orléans lors de la draft 2018 de la NBA en 51e position.
Le 23 juillet 2018, il rejoint le club italien du Auxilium Pallacanestro Torino pour la saison 2018-2019.